# Olympische Sommerspiele 2000/Leichtathletik – Stabhochsprung (Männer)

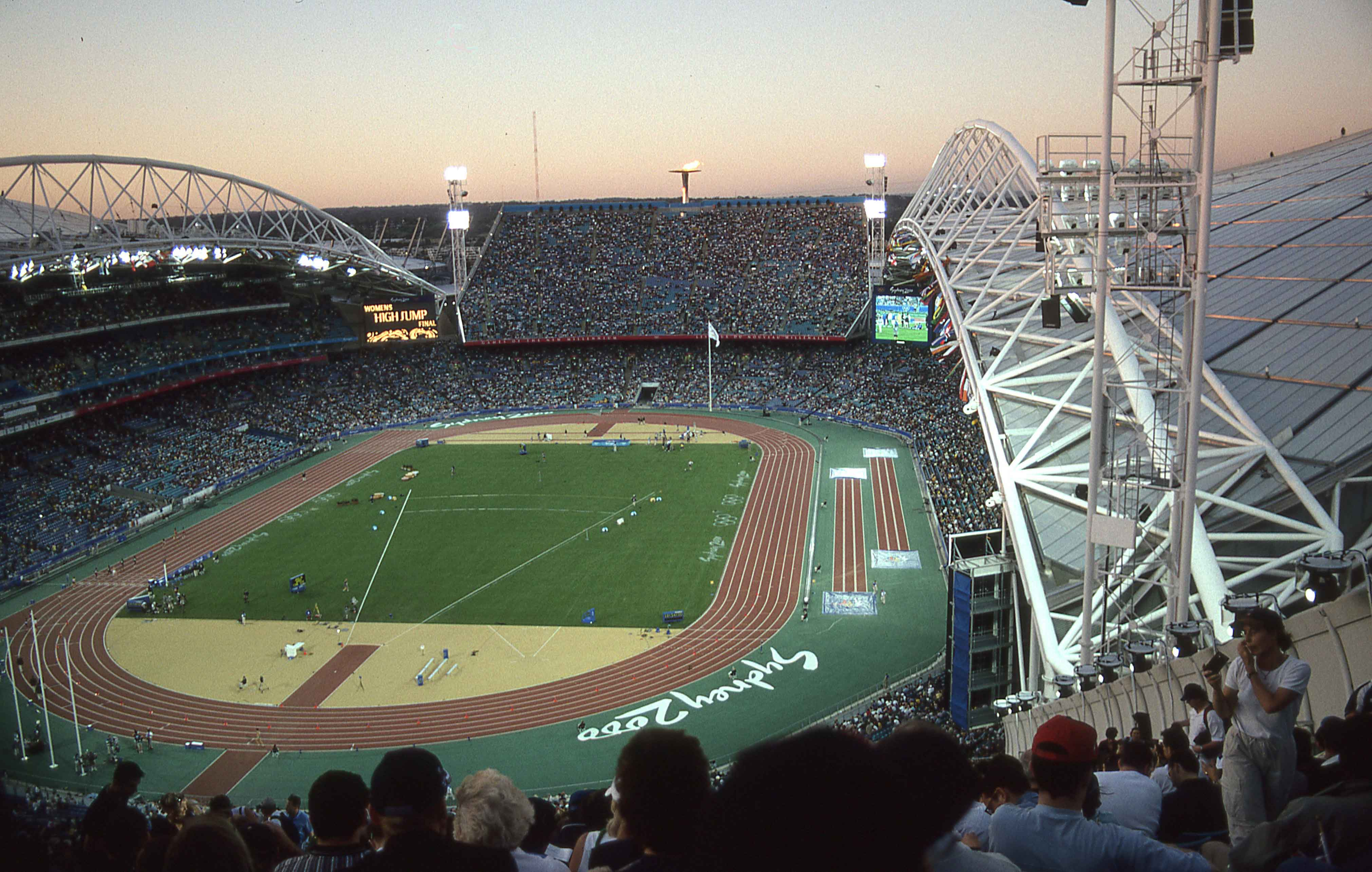
Das frühere ANZ Stadium von Sydney während der Olympischen Spiele 2000

Der Stabhochsprung der Männer bei den Olympischen Spielen 2000 in Sydney wurde am 27. und 29. September 2000 im Stadium Australia ausgetragen. 36 Athleten nahmen teil.
Olympiasieger wurde der US-Amerikaner Nick Hysong. Er gewann vor seinem Landsmann Lawrence Johnson und dem Russen Maxim Tarassow.
Mit Danny Ecker, Tim Lobinger und Michael Stolle nahmen drei Deutsche am Wettkampf teil, die alle das Finale erreichten. Stolle belegte Platz fünf, Ecker Platz acht und Lobinger Platz dreizehn.

Athleten aus der Schweiz, Österreich und Liechtenstein nahmen nicht teil.

## Aktuelle Titelträger
| Olympiasieger 1996                      | Jean Galfione ( Frankreich)          | 5,92 m | Atlanta 1996    |
| Weltmeister 1999                        | Maxim Tarassow ( Russland)           | 6,02 m | Sevilla 1999    |
| Europameister 1998                      | Maxim Tarassow ( Russland)           | 5,81 m | Budapest 1998   |
| Panamerikanischer Meister 1999          | Pat Manson ( USA)                    | 5,60 m | Winnipeg 1999   |
| Zentralamerika und Karibik-Meister 1999 | Dominic Johnson ( St. Lucia)         | 5,61 m | Bridgetown 1999 |
| Südamerika-Meister 1999                 | Ricardo Diez ( Venezuela)            | 5,20 m | Bogotá 1999     |
| Asienmeister 2000                       | Zhang Hongwei ( Volksrepublik China) | 5,40 m | Jakarta 2000    |
| Afrikameister 2000                      | Rafik Mefti ( Algerien)              | 5,00 m | Algier 2000     |
| Ozeanienmeister 2000                    | Eric Reuillard ( Neukaledonien)      | 4,80 m | Adelaide 2000   |

## Bestehende Rekorde
| Weltrekord         | 6,14 m | Serhij Bubka ( Ukraine)          | Sestriere, Italien     | 27. Juli 1993  |
| Olympischer Rekord | 5,92 m | Igor Trandenkow ( Russland)      | Finale OS Atlanta, USA | 2. August 1996 |
| Olympischer Rekord | 5,92 m | Jean Galfione ( Frankreich)      | Finale OS Atlanta, USA | 2. August 1996 |
| Olympischer Rekord | 5,92 m | Andrei Tivontchik ( Deutschland) | Finale OS Atlanta, USA | 2. August 1996 |

Der bestehende olympische Rekord wurde bei diesen Spielen nicht erreicht. Mit 5,90 m m erzielten die Athleten auf den ersten vier Plätzen im Finale am 29. September die größte Höhe: Nick Hysong, USA (Olympiasieger) / Lawrence Johnson, USA (Silbermedaillengewinner) / Maxim Tarassow, Russland (Bronzemedaillengewinner) / Michael Stolle, Deutschland (Olympiavierter). Damit blieben sie jeweils zwei Zentimeter unter dem olympischen und jeweils 24 Zentimeter unter dem Weltrekord.

## Legende
Kurze Übersicht zur Bedeutung der Symbolik – so üblicherweise auch in sonstigen Veröffentlichungen verwendet:
| – | verzichtet   |
| o | übersprungen |
| x | ungültig     |

## Qualifikation
27. September 2000, 18:30 Uhr
Die Qualifikation wurde in zwei Gruppen durchgeführt. Die Qualifikationshöhe für den direkten Finaleinzug betrug 5,75 m. Kein Springer war die eigentliche Qualifikationshöhe überhaupt erst angegangen, da sich abzeichnete, dass 5,70 m für die Finalteilnahme ausreichen würden. Wegen Höhengleichheit erlangten dreizehn Athleten (hellgrün unterlegt) die Qualifikation für das Finale. Schließlich betrug die dafür notwendige Höhe sogar nur 5,65 m, die allerdings ohne jeden vorherigen Fehlversuch übersprungen wurde.
Anmerkungen zu zwei Angaben:
- Alle Zeitangaben sind auf Ortszeit Sydney (UTC+10) bezogen.
- Alle Höhen sind in Metern (m) angegeben.

### Gruppe A

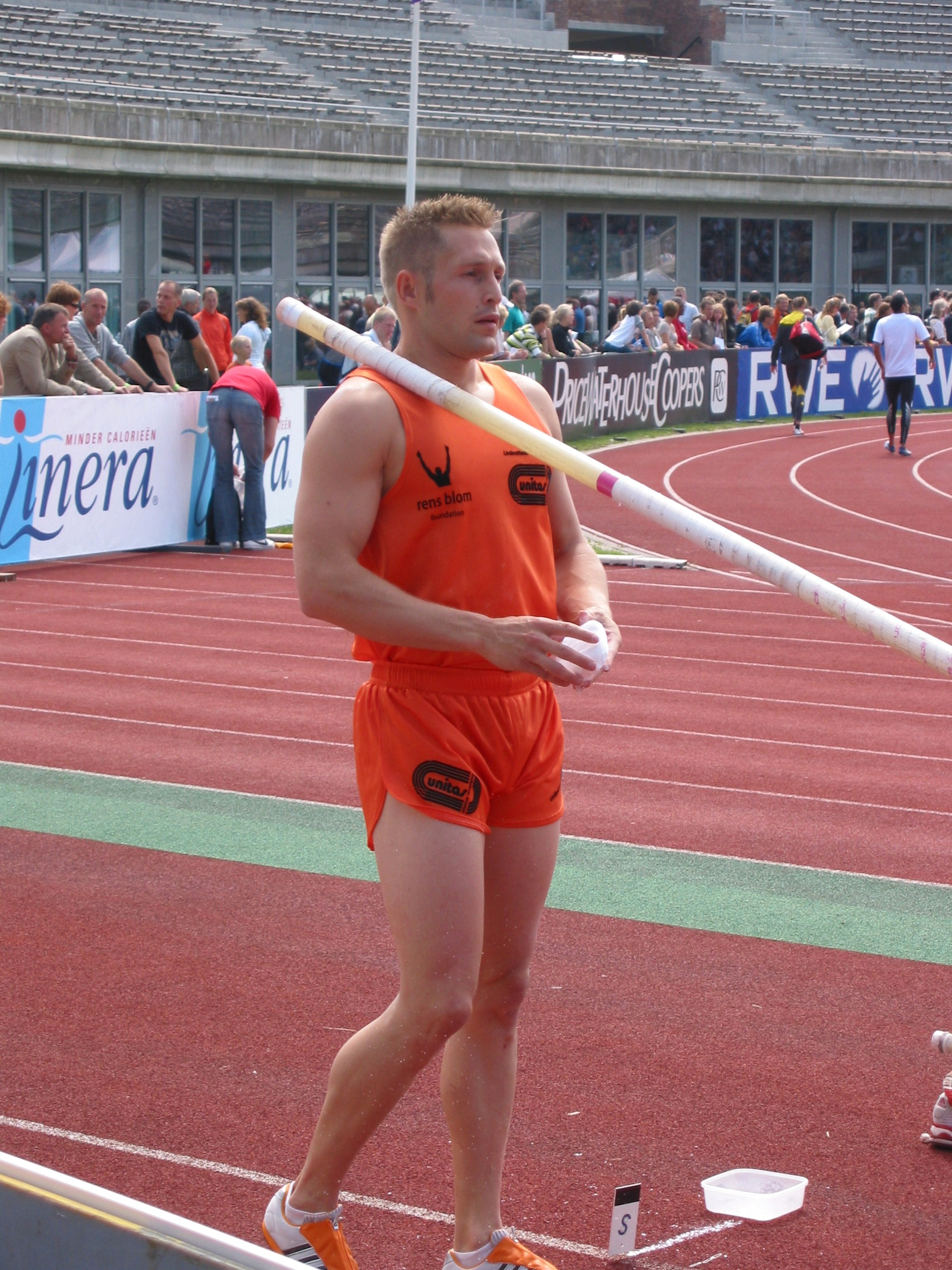
Rens Blom – ausgeschieden mit 5,65 m
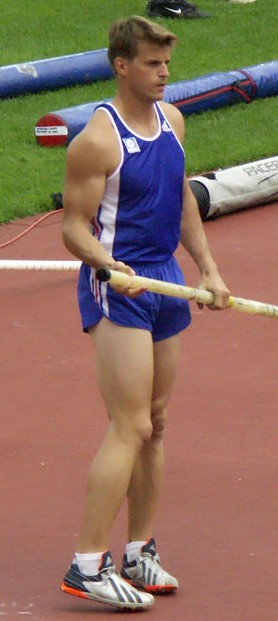
Der Sieger von 1996 Jean Galfione scheiterte in der Qualifikation mit 5,65 m
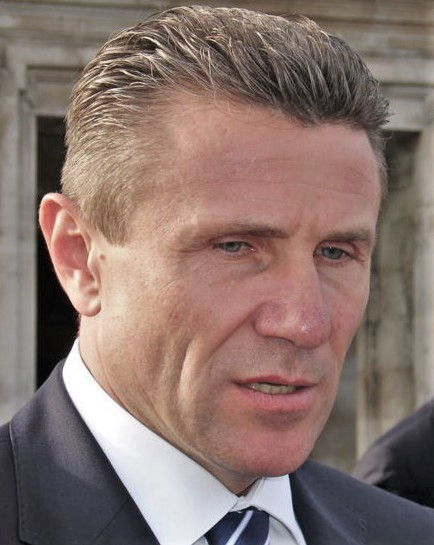
Weltrekordler Serhij Bubka gelang in der Qualifikation kein gültiger Sprung

| Platz | Name                | Nation      | 5,25 | 5,40 | 5,55 | 5,65 | 5,70 | Höhe |
| ----- | ------------------- | ----------- | ---- | ---- | ---- | ---- | ---- | ---- |
| 1     | Dmitri Markov       | Australien  | –    | –    | o    | –    | o    | 5,70 |
| 2     | Wiktor Tschistjakow | Australien  | –    | o    | xo   | xxo  | xo   | 5,70 |
| 3     | Tim Lobinger        | Deutschland | –    | o    | o    | o    | x–   | 5,65 |
| 3     | Jewgeni Smirjagin   | Russland    | –    | o    | o    | o    | xx–  | 5,65 |
| 5     | Lawrence Johnson    | USA         | –    | –    | xo   | o    | –    | 5,65 |
| 5     | Montxu Miranda      | Spanien     | –    | xo   | o    | o    | –    | 5,65 |
| 7     | Štěpán Janáček      | Tschechien  | –    | xxo  | o    | o    | xxx  | 5,65 |
| 8     | Rens Blom           | Niederlande | –    | o    | o    | xo   | xxx  | 5,65 |
| 9     | Jean Galfione       | Frankreich  | –    | o    | o    | xxx  |      | 5,55 |
| 10    | Danny Krasnov       | Israel      | –    | o    | xo   | xxx  |      | 5,55 |
| 10    | Patrik Kristiansson | Schweden    | –    | o    | xo   | xxx  |      | 5,55 |
| 12    | Thibaut Duval       | Belgien     | –    | xo   | xxo  | xxx  |      | 5,55 |
| 13    | Pawel Gerassimow    | Russland    | –    | xo   | –    | xxx  |      | 5,40 |
| 14    | Nuno Fernandes      | Portugal    | xxo  | xxx  |      |      |      | 5,25 |
| NM    | Serhij Bubka        | Ukraine     | –    | –    | –    | –    | xxx  | ogV  |
| NM    | Ruhan Işım          | Türkei      | xxx  |      |      |      |      | ogV  |
| NM    | Igor Potapowitsch   | Kasachstan  | –    | –    | xxx  |      |      | ogV  |
| NM    | Robison Pratt       | Mexiko      | xxx  |      |      |      |      | ogV  |

### Gruppe B

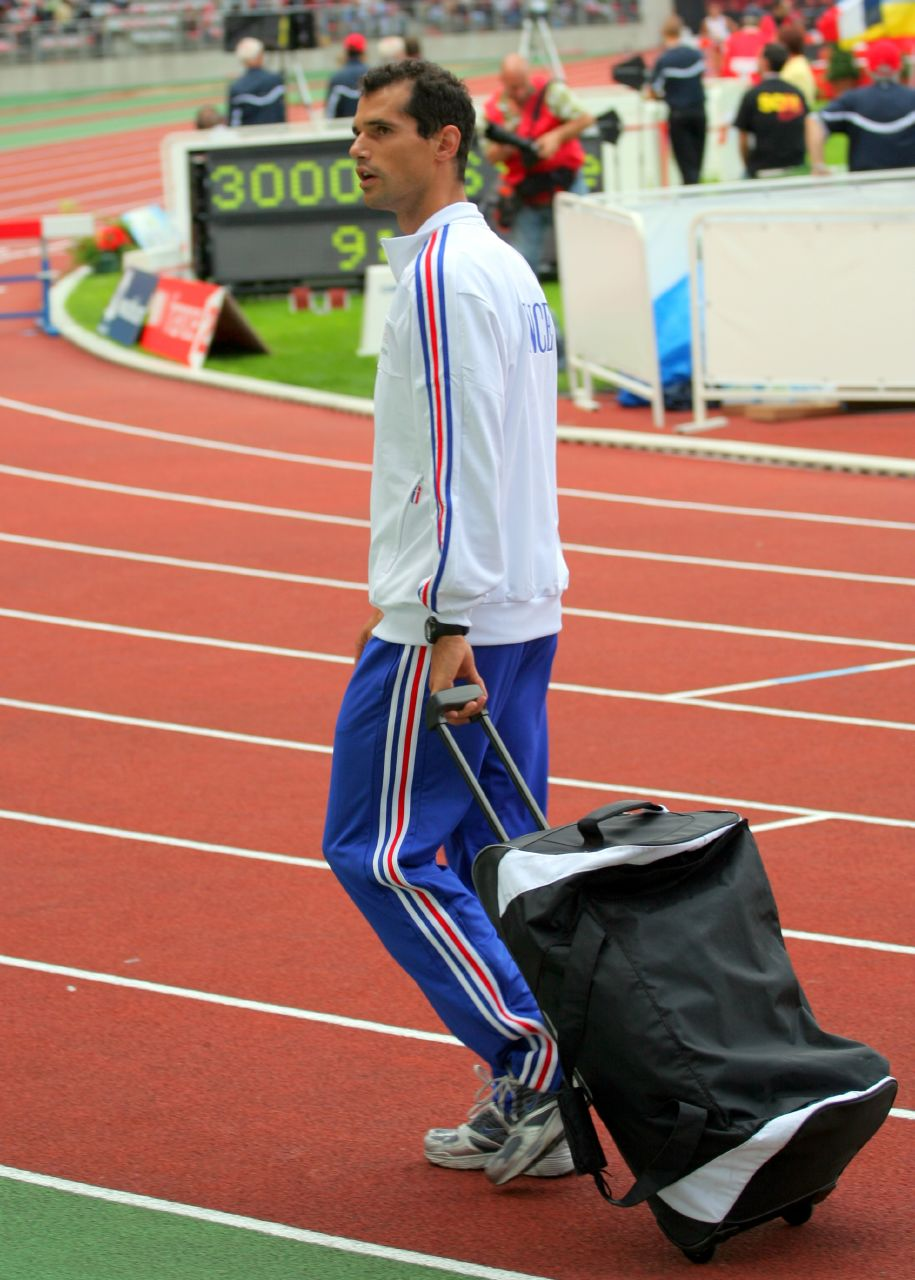
Romain Mesnil – ausgeschieden mit 5,40 m
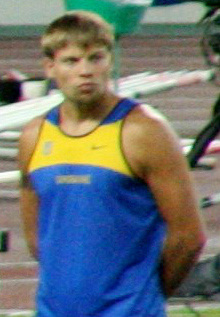
Denys Jurtschenko – ausgeschieden mit 5,40 m

| Platz | Name               | Nation         | 5,25 | 5,40 | 5,55 | 5,65 | 5,70 | Höhe |
| ----- | ------------------ | -------------- | ---- | ---- | ---- | ---- | ---- | ---- |
| 1     | Nick Hysong        | USA            | –    | –    | o    | o    | o    | 5,70 |
| 2     | Danny Ecker        | Deutschland    | –    | –    | xo   | –    | o    | 5,70 |
| 3     | Michael Stolle     | Deutschland    | –    | –    | o    | –    | xxo  | 5,70 |
| 4     | Giuseppe Gibilisco | Italien        | –    | o    | xo   | o    | xxo  | 5,70 |
| 5     | Alexander Awerbuch | Israel         | –    | –    | o    | o    | –    | 5,65 |
| 5     | Okkert Brits       | Südafrika      | –    | –    | o    | o    | –    | 5,65 |
| 5     | Maxim Tarassow     | Russland       | –    | –    | –    | o    | –    | 5,65 |
| 8     | Paul Burgess       | Australien     | –    | o    | o    | xxx  |      | 5,55 |
| 8     | Javier García      | Spanien        | –    | o    | o    | xx–  | x    | 5,55 |
| 8     | Kevin Hughes       | Großbritannien | o    | o    | o    | xxx  |      | 5,55 |
| 11    | Ilijan Efremow     | Bulgarien      | o    | xo   | xxo  | –    | xxx  | 5,55 |
| 11    | Martin Eriksson    | Schweden       | –    | xo   | xxo  | xxx  |      | 5,55 |
| 13    | Manabu Yokoyama    | Japan          | –    | xxo  | xxo  | xxx  |      | 5,55 |
| 14    | Chad Harting       | USA            | –    | xo   | x–   | xx   |      | 5,40 |
| 14    | Dominic Johnson    | St. Lucia      | –    | xo   | xxx  |      |      | 5,40 |
| 16    | João André         | Portugal       | xo   | xo   | x–   | xx   |      | 5,40 |
| 17    | Romain Mesnil      | Frankreich     | –    | xxo  | x–   | xx   |      | 5,40 |
| 17    | Denys Jurtschenko  | Ukraine        | –    | xo   | –    | x–   |      | 5,40 |
| NM    | Fotis Stefani      | Zypern         | xxx  |      |      |      |      | ogV  |

## Finale
29. September 2000, 18:30 Uhr
| Platz | Name                | Nation      | 5,50 | 5,70 | 5,80 | 5,90 | 5,96 |      |
| ----- | ------------------- | ----------- | ---- | ---- | ---- | ---- | ---- | ---- |
| 1     | Nick Hysong         | USA         | o    | xo   | o    | o    | xxx  | 5,90 |
| 2     | Lawrence Johnson    | USA         | –    | o    | o    | xo   | xxx  | 5,90 |
| 3     | Maxim Tarassow      | Russland    | o    | –    | xo   | xxo  | xxx  | 5,90 |
| 4     | Michael Stolle      | Deutschland | xxo  | o    | xo   | xxo  | xxx  | 5,90 |
| 5     | Wiktor Tschistjakow | Australien  | o    | o    | o    | xxx  |      | 5,80 |
| 5     | Dmitri Markov       | Australien  | o    | –    | o    | xx–  | x    | 5,80 |
| 7     | Okkert Brits        | Südafrika   | –    | o    | xo   | xxx  |      | 5,80 |
| 8     | Danny Ecker         | Deutschland | o    | xo   | xo   | xxx  |      | 5,80 |
| 9     | Montxu Miranda      | Spanien     | o    | xxo  | xxx  |      |      | 5,70 |
| 10    | Alexander Awerbuch  | Israel      | o    | xxx  |      |      |      | 5,50 |
| 10    | Giuseppe Gibilisco  | Italien     | o    | xxx  |      |      |      | 5,50 |
| 10    | Jewgeni Smirjagin   | Russland    | o    | xxx  |      |      |      | 5,50 |
| 13    | Tim Lobinger        | Deutschland | xo   | xxx  |      |      |      | 5,50 |

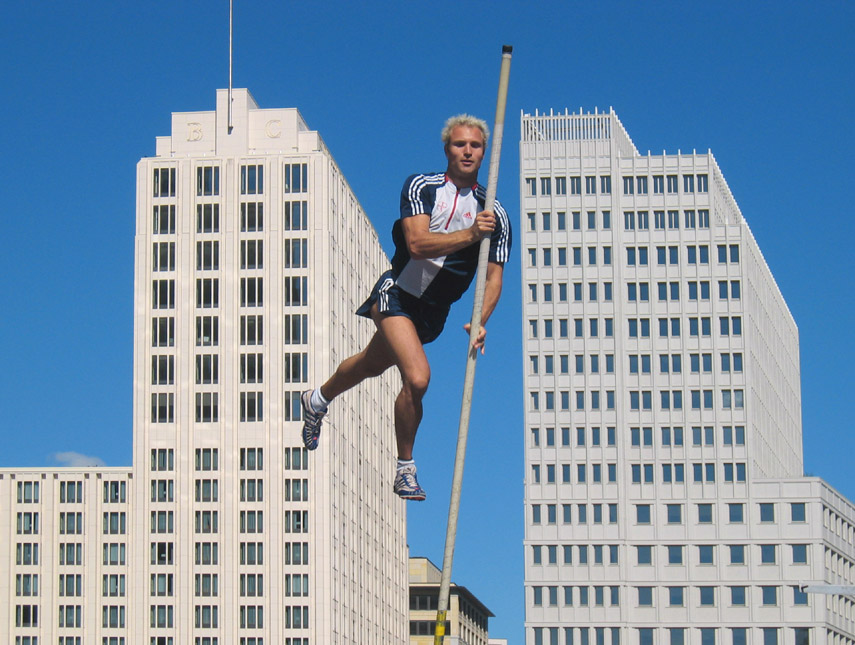
Michael Stolle kam auf den vierten Platz

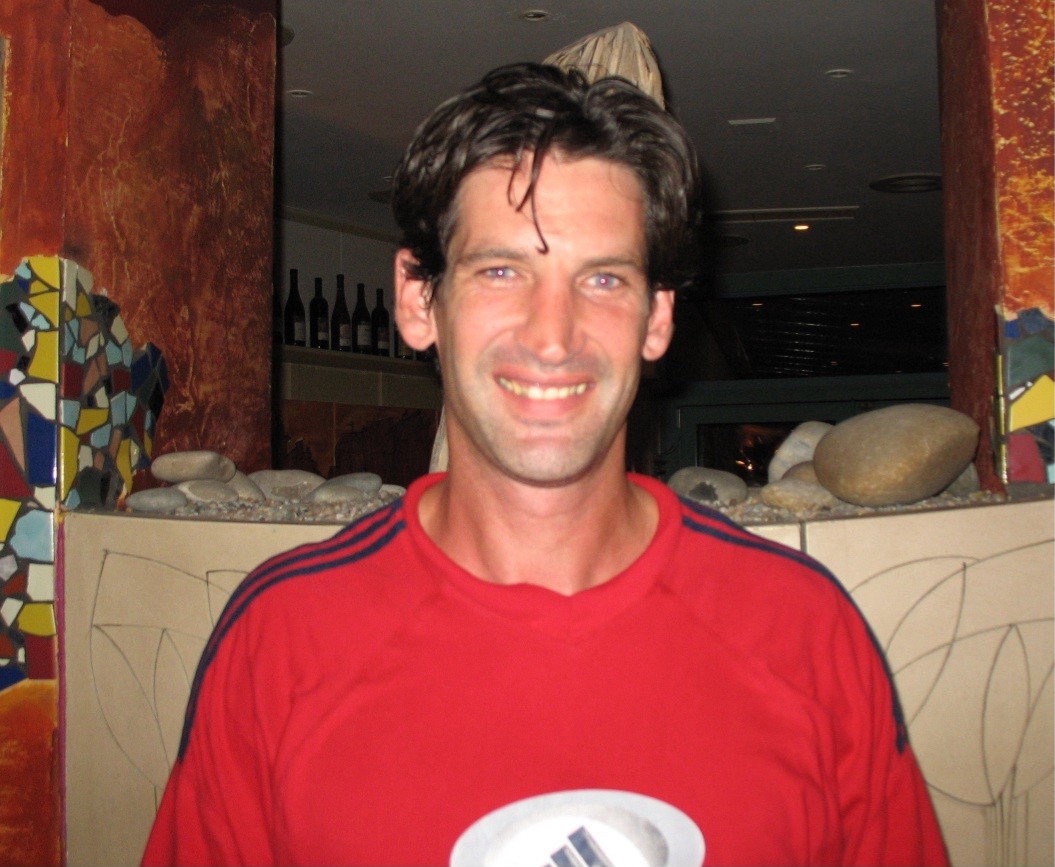
Der Olympiasiebte Okkert Brits

Für das Finale hatten sich dreizehn Athleten qualifiziert: drei Deutsche, zwei Australier, zwei Russen, zwei US-Amerikaner, sowie jeweils ein Teilnehmer aus Israel, Italien, Spanien und Südafrika.
Zwei der Favoriten waren im Finale nicht dabei. Der Weltrekordler und Olympiasieger von 1988 Serhij Bubka aus der Ukraine sowie der Olympiasieger von 1996 Jean Galfione aus Frankreich waren in der Qualifikation gescheitert. Der Weltjahresbeste Jeff Hartwig aus den Vereinigten Staaten hatte sich bei den US-Ausscheidungen nicht qualifizieren können. Damit war der am stärksten eingeschätzte Springer der russische Welt- und Europameister Maxim Tarassow. Weitere aussichtsreiche Medaillenkandidaten waren der australische Vizeweltmeister Dmitri Markov, der WM-Dritte Alexander Awerbuch aus Israel sowie die beiden US-Amerikaner Lawrence Johnson und Nick Hysong. Auch die drei deutschen Teilnehmer Tim Lobinger als Vizeeuropameister, Danny Ecker als WM-Vierter sowie Michael Stolle gingen nicht chancenlos an den Start.
Die Anfangshöhe von 5,50 m wurde von allen Springern gemeistert. Nur der Südafrikaner Okkert Brits und Johnson hatten ausgelassen. Bei 5,70 m scheiterten Awerbuch, der Italiener Giuseppe Gibilisco, der Russe Jewgeni Smirjagin und Lobinger.
Der Spanier Montxu Miranda schied bei der dritten Höhe von 5,80 m aus. Die nun folgenden 5,90 m übersprang lediglich Hysong im ersten Versuch. Johnson benötigte zwei Sprünge, Tarassow und Stolle waren mit ihren jeweils dritten Anläufen erfolgreich. Markov pokerte und nahm nach zwei Fehlsprüngen seinen letzten Versuch mit in die nächste Höhe. Brits, der Australier Wiktor Tschistjakow und Ecker rissen die Latte drei Mal.
Damit waren noch fünf Springer im Wettbewerb, als die Latte auf 5,96 m gelegt wurde. Vier von ihnen hatten 5,90 m übersprungen. Die beste Ausgangslage hatten die beiden US-Amerikaner Hysong und Johnson mit jeweils nur einem Fehlversuch. Tarassow hatte drei, Stolle bereits fünf Fehlsprünge zu Buche stehen. Markov hatte im bisherigen Verlauf zwar erst zweimal gerissen, jedoch stand seine Bestmarke bislang nur bei 5,80 m. Er scheiterte schließlich mit seinem letzten Versuch. Auch die weiteren vier Athleten konnten die neue Sprunghöhe nicht überwinden und rissen jeweils dreimal. Damit wurde Nick Hysong Olympiasieger, denn er hatte die letzte vorher aufgelegte Höhe von 5,90 m gleich im ersten Versuch übersprungen, Johnson dagegen erst in seinem zweiten Anlauf. Lawrence Johnson gewann also die Silbermedaille, und Maxim Tarassow wurde Dritter vor Michael Stolle. Den fünften Platz teilten sich die beiden Australier Dmitri Markov und Wiktor Tschistjakow. Okkert Brits belegte Rang sieben vor Danny Ecker.
Nick Hysong gewann im 24. olympischen Stabhochsprungfinale die achtzehnte Goldmedaille für die USA – 1908 hatte es zwei Goldmedaillen gegeben.

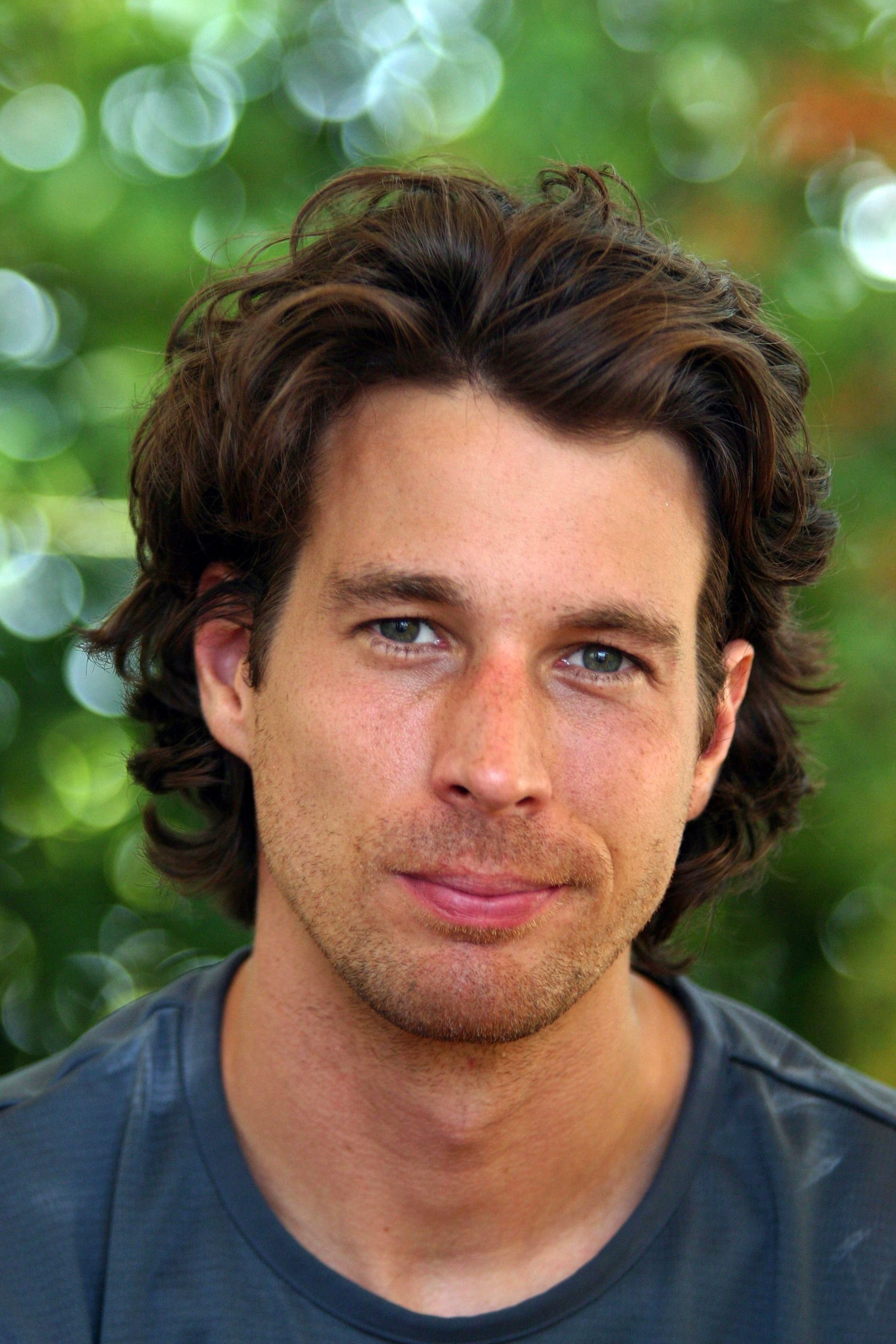
Danny Ecker belegte im Finale Rang acht
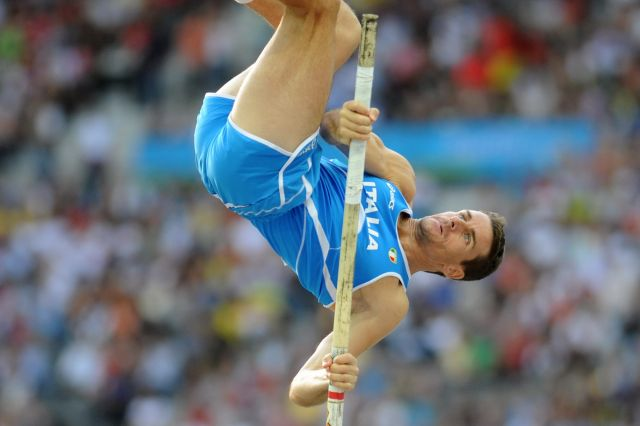
Giuseppe Gibilisco wurde gemeinsam mit zwei Gegnern Zehnter
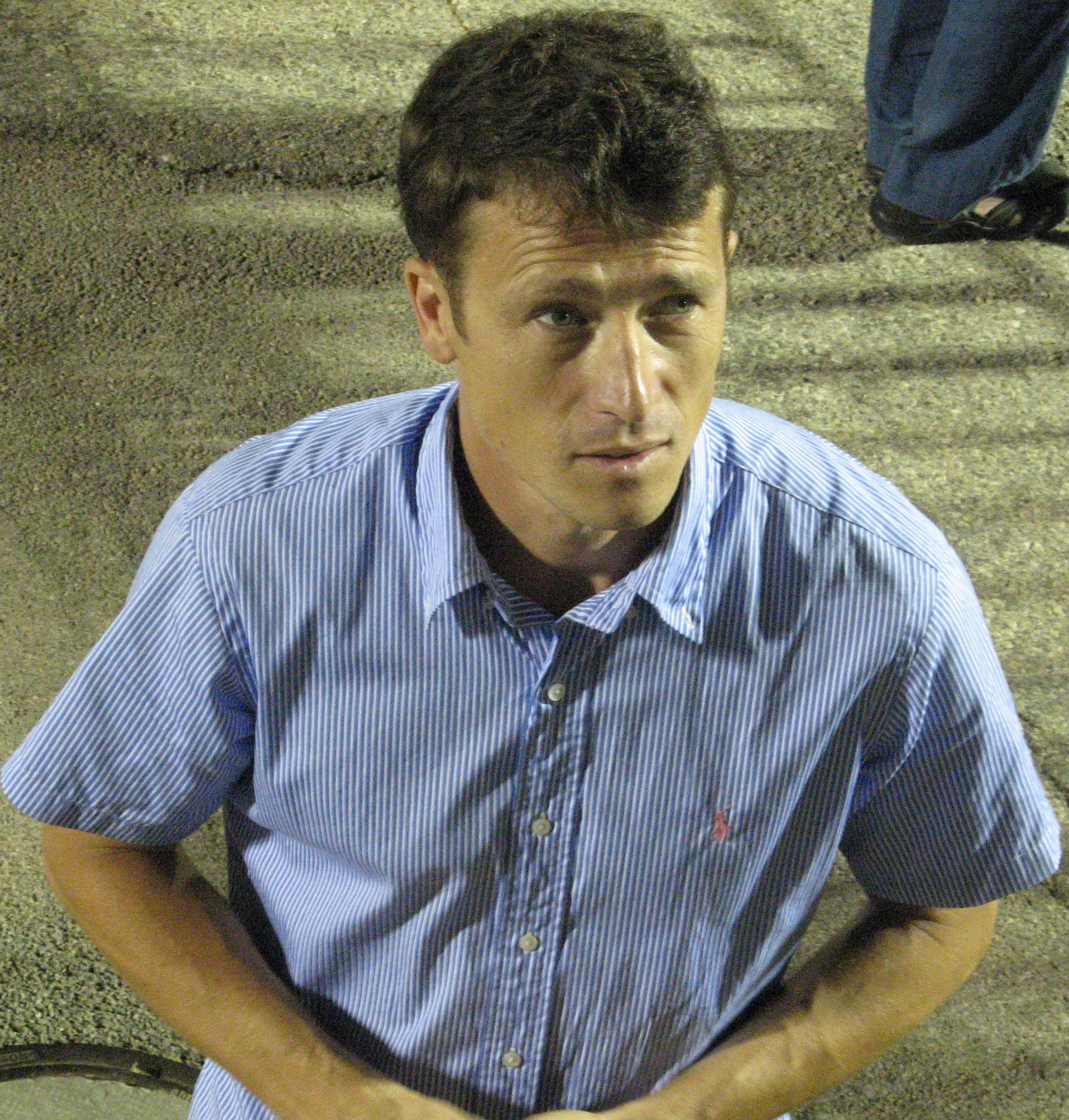
Alexander Awerbuch belegte im Finale den geteilten zehnten Platz
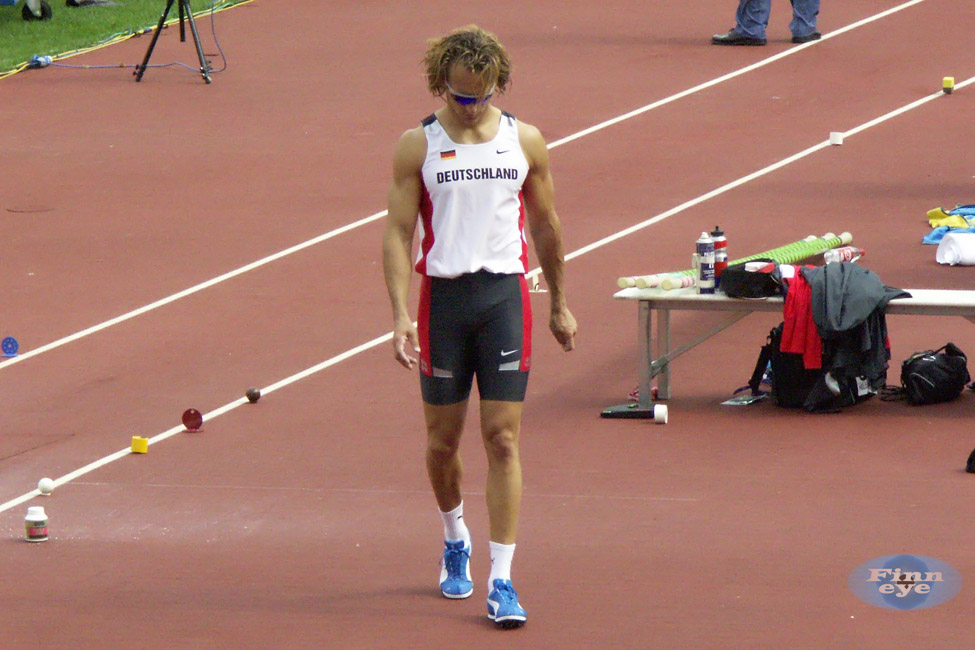
Tim Lobinger kam im Finale auf den geteilten dreizehnten Rang

## Videolinks
- Men's Pole Vault Final Attempts - 2000 Sydney Olympics Track & Field, youtube.com, abgerufen am 31. Januar 2022
- Nick Hysong (USA) - 5.90m - 29.09.2000 - Sydney/AUS, youtube.com, abgerufen am 1. April 2018
- Lawrence Johnson (USA) - 5.90m - 29.09.2000 - Sydney/AUS, youtube.com, abgerufen am 1. April 2018